# Colegio Franco-Peruano
El Colegio Franco-Peruano (en francés: Lycée Franco-Péruvien) es un centro educativo ubicado en el distrito de Santiago de Surco, en la ciudad de Lima, capital del Perú. Fue fundado como "L'École Nouvelle" en 1950. En 1950, la Sra. Jeanne Lewitus, nacida Rémy, formada como maestra y con el apoyo de la Embajada de Francia en Perú, quiso crear una escuela francesa basada en las teorías de la autonomía, el autocontrol y el desarrollo de los niños mediante el uso de materiales y juegos (Freinet, Montessori): Así nació la «Ecole nouvelle » en la calle Dos de Mayo, en el distrito de Miraflores. Cuando abrió su primera clase en abril de 1950, sólo había 10 alumnos matriculados, entre ellos su propio hijo Alain, su sobrino Víctor y otros niños. Cada año se añadía una clase más, y en 1958, se creó una sección de secundaria con el nombre de Colegio Franco-Peruano. Poco a poco, el número de alumnos fue creciendo, tal era el éxito de la escuela. En 1958 había 249 alumnos de distintas nacionalidades (183 de ellos peruanos).
En 1959, el escritor André Malraux, ministro de Cultura de Francia, colocó la primera piedra del nuevo colegio en Monterrico que se inauguró en 1960.

## Funcionamiento general
La dirección pedagógica está controlada por el director general, el consejero principal de educación y el director de primaria, personal titular y representantes de la educación nacional, nombrados por la República Francesa.
El liceo es gestionado administrativa y financieramente por la "Asociación Civil Colegio Franco Peruano", asociación de principios no lucrativos fundada en 1989. Su consejo de gestión está compuesto por 9 miembros, incluyendo dos padres de familia elegidos anualmente y el presidente de la asamblea general. 
Establecimiento de derecho privado peruano, el Colegio Franco Peruano, es reconocido por el Ministerio de Educación peruano como un establecimiento bicultural y bilingüe y, por otra parte, hace parte del programa de enseñanza francés en el extranjero. En el curso del año 2005/2006, son 429 asegurando la formación de 235 000 alumnos incluyendo 80 000 franceses en más de 125 países sobre la autoridad de AEFE (Agence pour L'Enseignement Français à L'etranger). Su local institucional está ubicado en el distrito limeño de Santiago de Surco, en un terreno de aproximadamente 30 000 m2.
Los alumnos, después de terminar la secundaria, pueden asistir al Brevet, primer diploma de la educación nacional francesa. Luego, tras tres años de preparación, pueden asistir al Baccalauréat (Bachillerato francés).

## Funcionamiento pedagógico

### Nuevos sistemas homólogos
Ecole maternelle (Inicial): a partir de los 3 años
Ecole élémentaire (Primaria): de CP a CM2 (de Primero a Quinto de Primaria)
Collège (Secundaria): de la 6ème a la 3ème (de 1.er Año a 4.º Año de Secundaria)
Lycée: de la 2nde a la Terminale L / ES / S
(de Quinto secundaria + 2 años más de Bachillerato Francés)
El sistema francés estudiantil y académico se basa en un año menos de primaria (Sexto de Primaria) / (CM2) pero un año más de secundaria (Primero de secundaria) / (6ème).
Año escolar: marzo - diciembre
Francia envía profesores y personal administrativo de la Éducation Nationale. Atribuye cada año subvenciones para la formación continua del personal.
El Lycée Franco-Péruvien recibe numerosas familias de la alta sociedad limeña de todas las nacionalidades que sugieren que sus hijos obtengan una formación francesa. Esto significa que esta elección apoya el diálogo permanente entre la cultura francesa y la cultura peruana con el objetivo de dar al alumno una formación bicultural y global.
El Decreto 93-1084 (9 de septiembre de 1993) del ministerio de educación francés anunció las condiciones requeridas como respetar las reglas de la organización en Francia a los Colegios Públicos, tiene que preparar a los alumnos a los exámenes y diplomas franceses.
La Inspección general del ministerio de educación visita regularmente el colegio y controla la conformidad de los diferentes niveles de enseñanza. Las decisiones relativas a la escolaridad de los alumnos, en lo que respecta, por ejemplo, a la orientación profesional, se aplican en los establecimientos de enseñanza pública o privada, bajo contrato de Francia y en los otros establecimientos franceses en el Extranjero.

### Correspondencia entre clases peruanas y francesas
Clases Francesas | Clases Peruanas 
Maternelle | Inicial
Petite section PS | 3 años
Moyenne section MS | 4 años
Grande section GS | 5 años
Elémentaire | Primaria
Cours Préparatoire CP | Primero
Cours élémentaire 1 CE1 | Segundo
Cours élémentaire 2 CE2 | Tercero
Cours moyen 1 CM1 | Cuarto
Cours moyen 2 CM2 | Quinto
Secondaire|  Secundaria
6ème | Primero
5ème | Segundo
4ème | Tercero
3ème | Cuarto
2de | Quinto
1ère | 1er año de Bachillerato
Terminale | Último año de Bachillerato

## Estudiantes notables
- Fernando Bryce, artista plástico
- Martín Benavides, ministro de educación
- Morgan Quero, ministro de educación
- Álvaro Vargas Llosa, escritor y periodista
- Susana Pinilla, ministra de estado
- Ricardo Lewitus, médico
- Christian Thorsen, actor
- Alexis Korfiatis, vocalista de 6 Voltios
- Mauricio Llona, exbaterista de 6 Voltios y actual baterista de Diazepunk.
- Emilio Bruce, exbajista de 6 Voltios.
- Hania Pérez de Cuéllar, ministra de estado
- Antauro Humala